# Buchla Electronic Musical Instruments

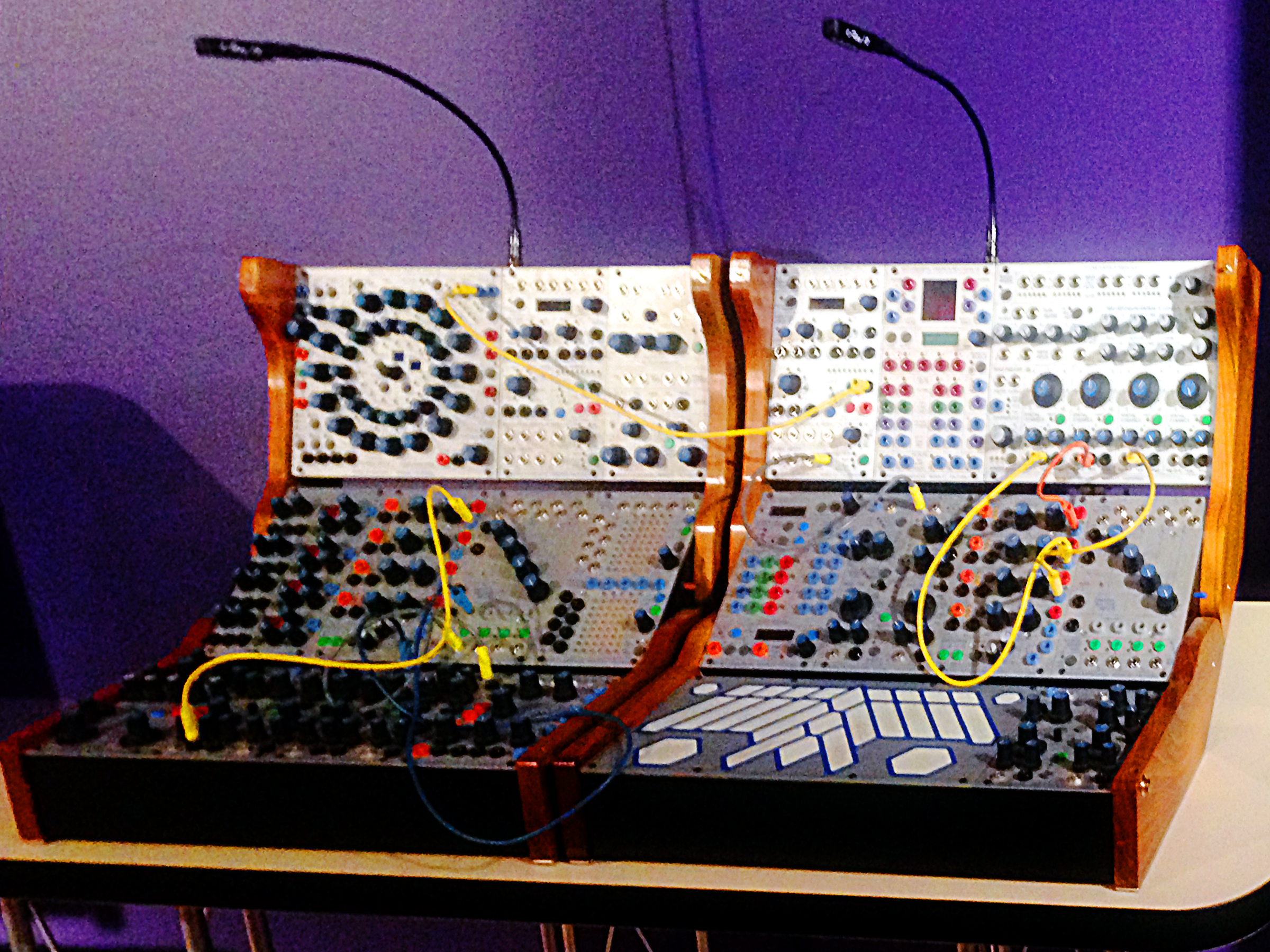
Buchla 200e (2004–) verwendet von Deadmau5 (ausgestellt im National Music Centre in Calgary)

Buchla Electronic Musical Instruments (BEMI) ist ein Hersteller von Synthesizermodulen. Die Ursprünge des Unternehmens liegen in der Firma Buchla & Associates, einem Hersteller von Synthesizern und ausgefallenen MIDI-Controllern, die 1963 vom Synthesizer-Pionier Don Buchla aus Berkeley, Kalifornien, gegründet wurde. Im Jahr 2012 wurde es unter der Leitung von Don Buchla von einer Gruppe australischer Investoren übernommen, die als Audio Supermarket Pty. Ltd. firmierten. Das Unternehmen wurde im Rahmen der Akquisition in Buchla Electronic Musical Instruments umbenannt. Im Jahr 2018, 2 Jahre nach dem Tod von Buchla, wurde das Vermögen von BEMI von einem neuen Unternehmen, Buchla USA, erworben, sodass das Unternehmen nun unter neuer Führung agiert.

## Unternehmensherkunft
Buchlas erstes modulares elektronisches Musiksystem war das Ergebnis eines Auftrags des San Francisco Tape Music Centers durch die Komponisten Ramon Sender und Morton Subotnick im Jahr 1963, die Buchla später 500 US-Dollar aus einem Stipendium der Rockefeller Foundation zuteilten. Subotnick hatte die Vision eines spannungsgesteuerten Instruments, das Musikern und Komponisten ermöglichen sollte, die Klänge zu erstellen, die ihren eigenen Wünschen entsprechen. Zuvor musste man entweder diskrete Audio-Generatoren wie Funktionsgeneratoren, Oszillatoren oder musique concrète benutzen, also Geräusche aus natürlichen Quellen verwenden.

### Prototyp des modularen Synthesizers
Buchla entwarf den Synthesizer modular und kombinierte dabei separate Komponenten, die jeweils ein musikalisches Ereignis erzeugten oder modifizierten. Jede Box hatte eine bestimmte Funktion, darunter Hüllkurvengeneratoren, Oszillatoren, Filter, spannungsgesteuerte Verstärker und analoge Sequenzermodule. Mithilfe der verschiedenen Module kann ein Komponist die Tonhöhe, das Timbre, die Amplitude und die räumliche Position des Klangs beeinflussen. Das Instrument wurde über eine Reihe von berührungs- und druckempfindlichen Oberflächen gesteuert und gespielt.

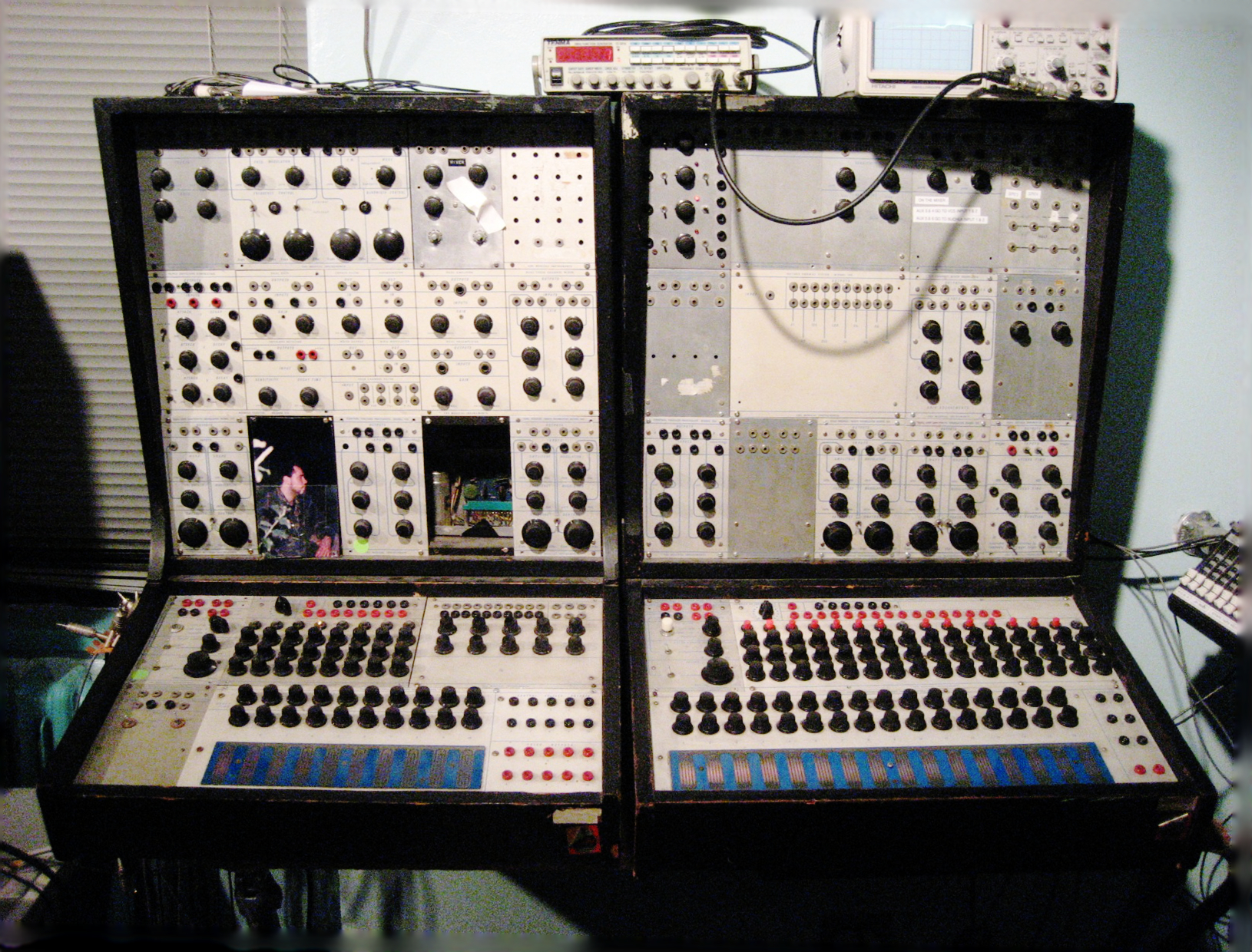
Buchla 100 at New York University

Das Instrument wurde „Buchla 100 series Modular Electronic Music System“ genannt, 1965 im San Francisco Tape Music Center installiert und 1966 an das Mills College verlegt. Subotnick vollendete sein erstes großes elektronisches Werk, Silver Apples Of The Moon, mit einer weiteren Einheit, die Buchla gebaut und nach New York gesendet hatte. Genau dasselbe Gerät wurde auch auf Buffy Sainte Maries einflussreichem Album Illuminations von 1969 verwendet.
Zusammen mit dem Moog-Synthesizer von Robert Moog hat er die Art und Weise, wie in der elektronischen Musik Klänge erzeugt werden, revolutioniert. Dabei hat Don Buchla selbst den Namen „Synthesizer“ angeblich abgelehnt, weil dieser ihn an eine synthetische Imitation eines bereits bestehenden Klangs erinnere. Er soll seinen Modulen stattdessen extravagante Namen wie „Source of Uncertainty“ gegeben haben. Buchla habe auch eine Abneigung gegen Tastaturen gehabt, die er „diktatorisch“ genannt haben soll und wird zitiert mit:

„When you’ve got a black and white keyboard, it’s hard to play anything but keyboards music.“

## Produkte

### Analoge Instrumente

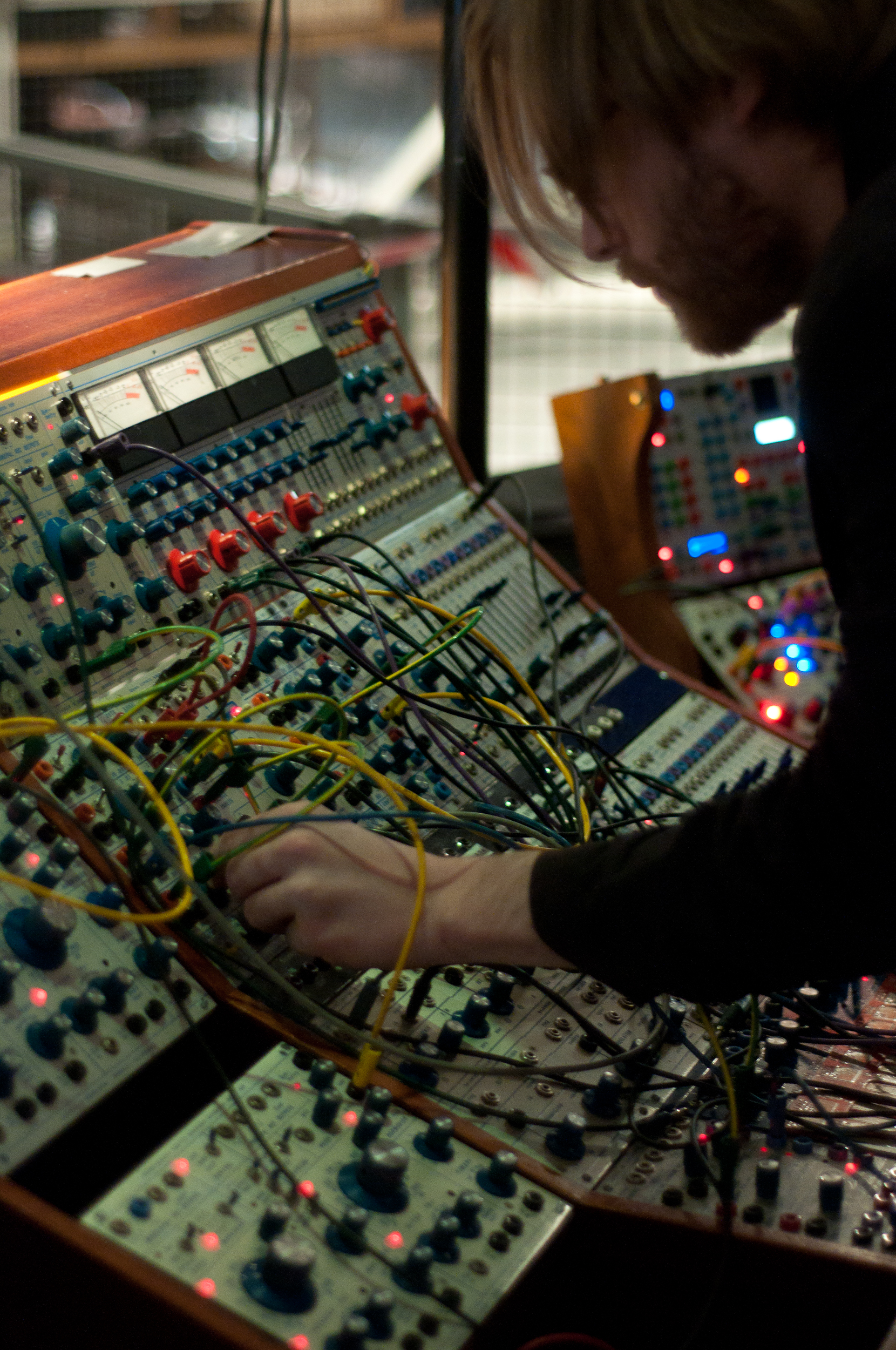
Buchla 200

#### Buchla 100 Serie (1960er)
Die Serie entspricht dem ursprünglichen modularen Buchla-Synthesizer, der von Subotnick und Sender in Auftrag gegeben und durch das Stipendium der Rockefeller Foundation finanziert wurde. Die frühesten Module hatten noch keine genaue Bezeichnung. Entweder hatten sie keinen Firmennamen oder waren auf der Vorderseit mit „San Francisco Tape Music Center“ gekennzeichnet. Spätere Module wurden über die Musikinstrumentenabteilung von CBS angeboten. Die Nutzer waren vor allem Experimentalmusiker und Anhänger der neuen elektronischen Musik, der sich auch klassisch orientierte Komponisten, wie Ernst Krenek widmeten. Es besaß zwei Buchla-Synthesizer aus dem Jahre 1967, die beide noch erhalten sind und somit zu den ältesten Originalen der Geschichte zählen dürften. Eines davon ist im Krenekinstitut in Krems ausgestellt. Eine weitere bedeutende Interpretin, die Buchla-Geräte nutzte, ist Suzanne Ciani.

#### Buchla 200 Serie (1970er)
Die Buchla 200-Serie namens Electric Music Box ersetzte 1970 das Vorgängermodell und repräsentierte einen bedeutenden technologischen Fortschritt in der elektronischen Klangsynthese. Fast jeder Parameter kann über eine externe Steuerspannung kontrolliert werden.

### Computergesteuerte Instrumente

#### Buchla 300, 500, Touché (Mitte 1970er)
Mitte der 1970er Jahre begann Don Buchla mit digitalen Designs und computergesteuerten Systemen zu experimentieren. Das Ergebnis waren die Serien 300 und 500, die beide die neue Technologie mit vorhandenen Modulen der Serie 200 kombinierten, um hybride analoge / digitale Systeme zu erstellen. Der Touché war das Ergebnis dieser Forschung und wohl auch sein letzter Versuch, einen „Mainstream“-Buchla-Synth zu vermarkten.

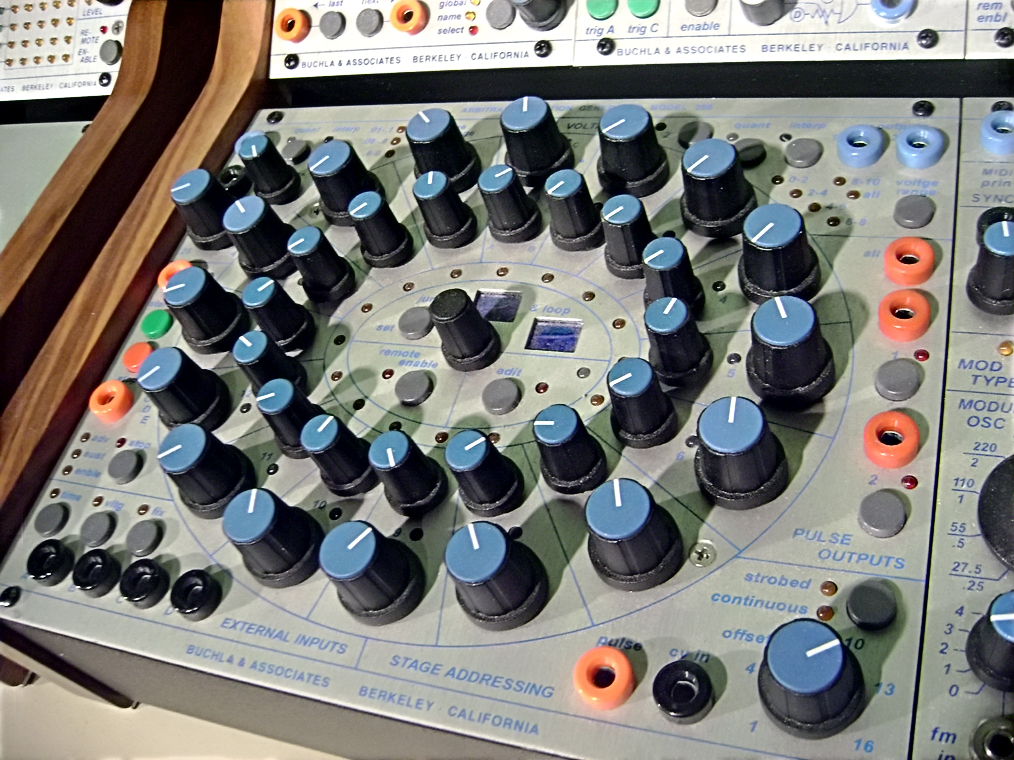
Buchla 250e Arbitrary Function Generator

#### Buchla 400, 700, and MIDAS (1980er)
Am dem Jahr 1980s, erschienen die softwaregesteuerten Instrumente der Serien 400 und 700, die mit MIDAS, einer Forth-ähnlichen Sprache für Musikinstrumente, betrieben wurde und bereits mit MIDI ausgestattet waren.

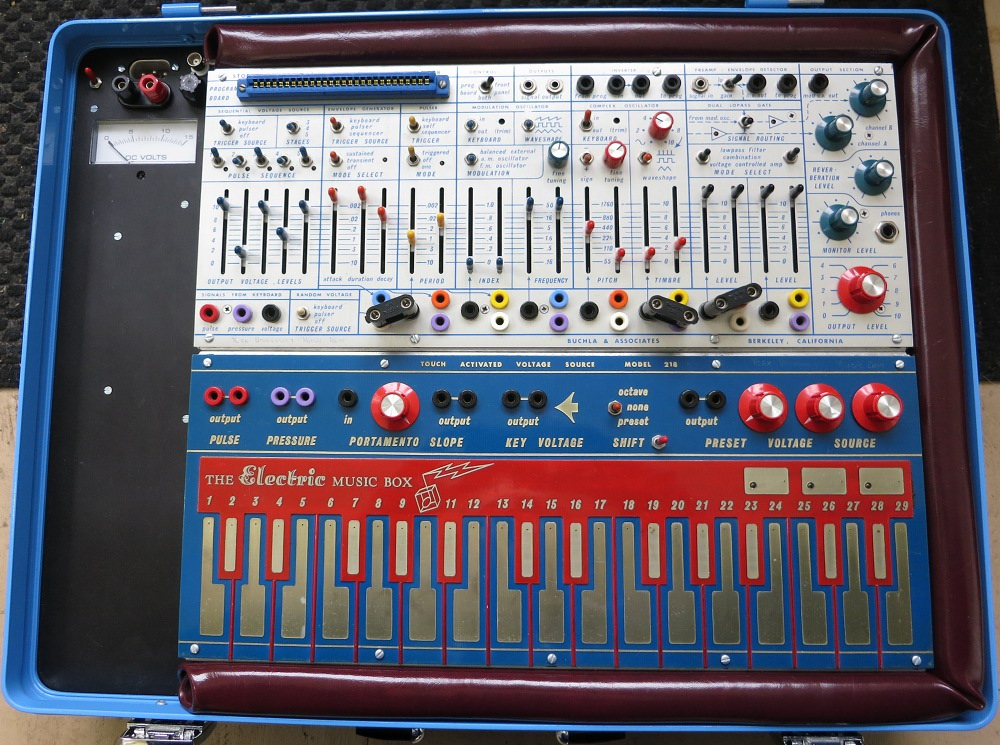
Buchla Music Easel

### Buchla's besonderes Synthesizerdesign
Buchla neigte dazu, seine Instrumente nicht als Synthesizer zu bezeichnen, da er der Meinung war, dass dieser Name den Eindruck erwecke, vorhandene Klänge / Instrumente zu imitieren. Seine Absicht war es indes, Instrumente herzustellen, die neue Klänge erzeugen. Dieses Ziel zeigt sich darin, dass bei seinen frühen Instrumenten auf eine Klaviatur verzichtet wurde, und stattdessen eine Reihe von Touch-Pads verwendet wurden, die auch nicht unbedingt an eine gleichstufige Stimmung gebunden waren.
Er verwendete auch eine andere Namenskonvention, als die Meisten in der Branche. Beispielsweise wird eines seiner Module als „Multiple Arbitrary Function Generator“ bezeichnet. Diese Unterschiede gehen jedoch über die Nomenklatur hinaus: Der Multiple Arbitrary Function Generator (oder MARF) geht weit über das hinaus, was ein typischer Sequenzer leisten kann. Er kann als Hüllkurvengenerator, LFO, CV-Selektor, Spannungsquantisierer oder Tracking-Generator fungieren. Der MARF (Buchla Modell 248) darf dabei nicht mit dem modernen Dual Arbitrary Function Generator (Modell 250e) verwechseln werden, welcher ein anderes Design aufweist.
Buchlas Instrumente wie die Music Easel verwenden eine andere Methode zur Timbre-Erzeugung als Moog-Synthesizer. Moog-Einheiten benutzen Oszillatoren mit Grundwellenformen vom Typ eines Funktionsgenerators und sind stark auf die Filterung mi 24dB-Resonanz-Tiefpassfiltern angewiesen, während Buchlas auf komplexe Oszillatoren mit Frequenzmodulation, Amplitudenmodulation und dynamischer Wellenformung ausgerichtet ist, um andere Formen der Klangmodulation zu erzeugen. Viele von Don Buchlas Entwürfen, einschließlich der Tiefpass-Gates (später als dynamische Manager bezeichnet), enthalten Vactrols, einen photoresistiven Optokoppler, der als spannungsgesteuertes Potentiometer verwendet wird und für einen „natürlicheren“, (typischen Buchla-Klang) sorgt. Im Dezember 2017 veröffentlichte Arturia eine Software- / Plugin-Emulation der Music Easel namens „Buchla Easel V“ als eine weitere ihrer Emulationen klassischer, analoger Synthesizer.
Buchlas Gestaltung der Instrumente wird oft auch als sogenanntes West Coast Sound Design bezeichnet, als Gegensatz zum East Coast Design, des von der Ostküste stammenden Robert Moog.

### MIDI-Controller (späte 1980er)
Buchla Thunder, Buchla Lightning, Marimba Lumina
In den späten 1980er Jahren hatte Don Buchla die Entwicklung von Instrumenten eingestellt und seinen Fokus auf alternative MIDI-Controller verlagert. Zu seinen Controller-Designs gehörten Thunder, Lightning, und Marimba Lumina.

### Buchla 200e Serie (ab 2004)

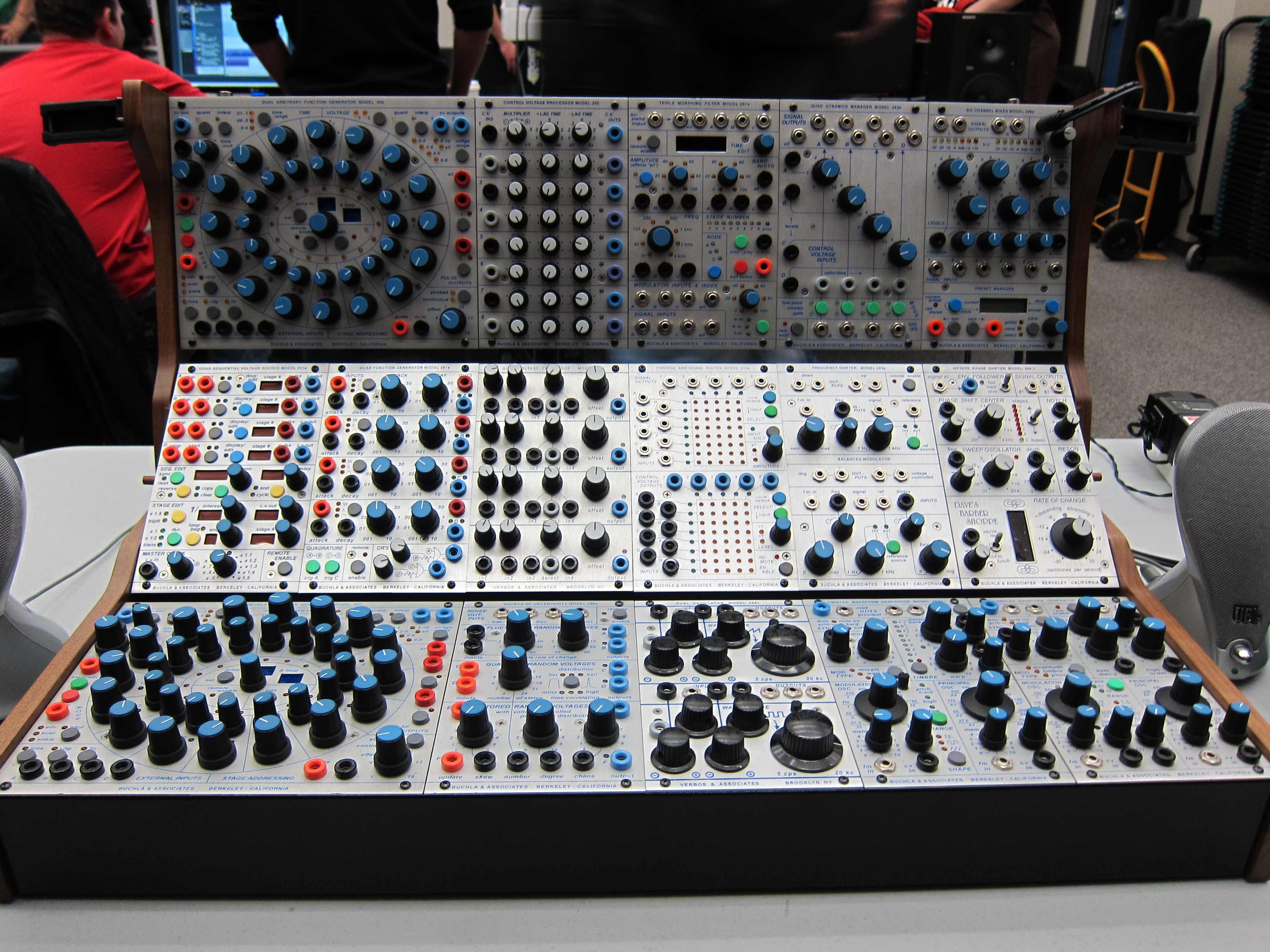
Buchla 200e

Im Jahr 2004 kehrte Buchla schließlich zum Entwurf vollwertiger modularer elektronischer Instrumente zurück und stellte mit dem 200e ein Hybridsystem mit digitalen Mikroprozessoren vor, das Module derselben Größe wie die Serien 100 und 200 und kompatible Signale verwendet. Die 200e-Module wandeln alle Steuersignale am Bedienfeld in Analogsignale um und präsentieren sich dem Anwender wie ein modulares Analogsystem mit Patchkabeln. Damit kann ein ganzer Systemverbund durch Kombination von 100, 200 und 200e Modulen aufgebaut werden. Die 200e-Module werden über einen digitalen Kommunikationsbus verbunden, sodass das System die Einstellungen der Knöpfe und Schalter speichern kann.
Auf der NAMM-Messe im Januar 2012 präsentierte Buchla & Associates einen neuen Eigentümer, wobei Don Buchla als Chief Technology Officer beibehalten wurde und unter dem neuen Namen „Buchla Electronic Musical Instruments (BEMI)“ Investitionen in das Design, die Herstellung und das Marketing von Buchla-Produkten sowie in die Entwicklung einer erweiterten Produktlinie getätigt wurden. Ein Jahr später stellte BEMI die Music Easel wieder vor. Seither hat BEMI eine kleine Anzahl neuer Module veröffentlicht, darunter den 252e Polyphonic Rhythm Generator. Ferner wurden die „200h“ -Serie von Modulen (h = halb) produziert, damit Buchla-Systembesitzer ihre Systeme detaillierter konfigurieren können.

## Gegenwart
Im Jahr 2015 berichteten verschiedene Websites, darunter FACT, dass Don Buchla die neuen Eigentümer von BEMI vor Gericht gebracht hatte, indem er Gesundheitsprobleme anführte, die teilweise auf nicht bezahlte Beratungsgebühren zurückzuführen waren und einen Anspruch auf sein ursprüngliches geistiges Eigentum geltend machte. Die Klage bezog sich auf Vertragsbruch und „böswilliges Verhalten“ der BEMI-Eigentümer und die Forderung auf eine Entschädigung in Höhe von 500.000 US-Dollar.
Aus beim US-Bundesstaat Kalifornien eingereichten Rechtsdokumenten geht hervor, dass das Gericht die Beilegung des Falls im Juli 2015 durch ein Schiedsverfahren angeordnet hat. Im August 2016 wies das Gericht den Fall angesichts der Tatsache ab, dass die Parteien eine außergerichtliche Einigung erzielt hatten.
Don Buchla starb kurz darauf am 14. September 2016. Sein Nachruf wurde in der New York Times und auch an anderer Stelle veröffentlicht, wobei er seine bedeutenden Erfolge in der Welt der elektronischen Musik und Technologie feststellte.
BEMI nahm an der NAMM 2017 teil und veröffentlichte den Easel AUX Expander. BEMI hat außerdem ein neues Vertriebsmodell etabliert, das den Direktvertrieb an Kunden einstellt und eine engere Integration in ein weltweites Händlernetz ermöglicht.
Ein Aktuelles Produkt ist der als Easel Command bezeichnete Buchla 208C.

## Sonstiges
- Buchla war auch für andere Firmen tätig. 1995 entwickelte er den OB-Mx für Oberheim und den „Piano Bar“ für Moog (2003).[20]
- Einige Synthesizer wurden in VST-plugins übersetzt.[31]

## Galerie

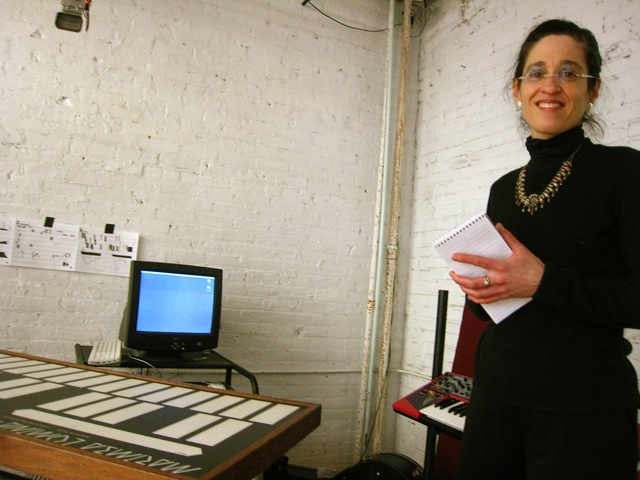
Buchla Marimba Lumina on LEMUR
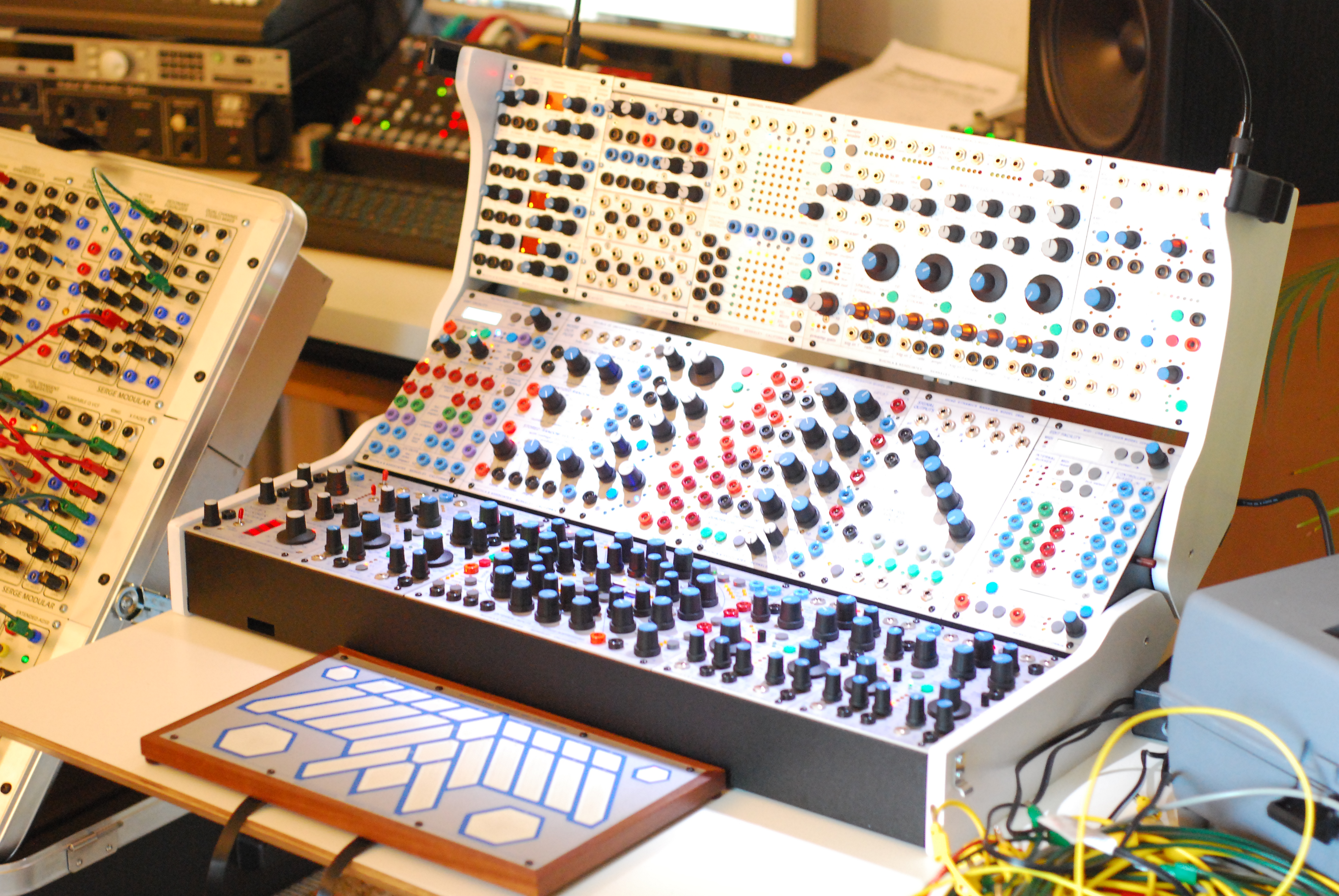
Buchla 200e im (hinten) mit 223e Tasteneingabeeinheit (vorn)
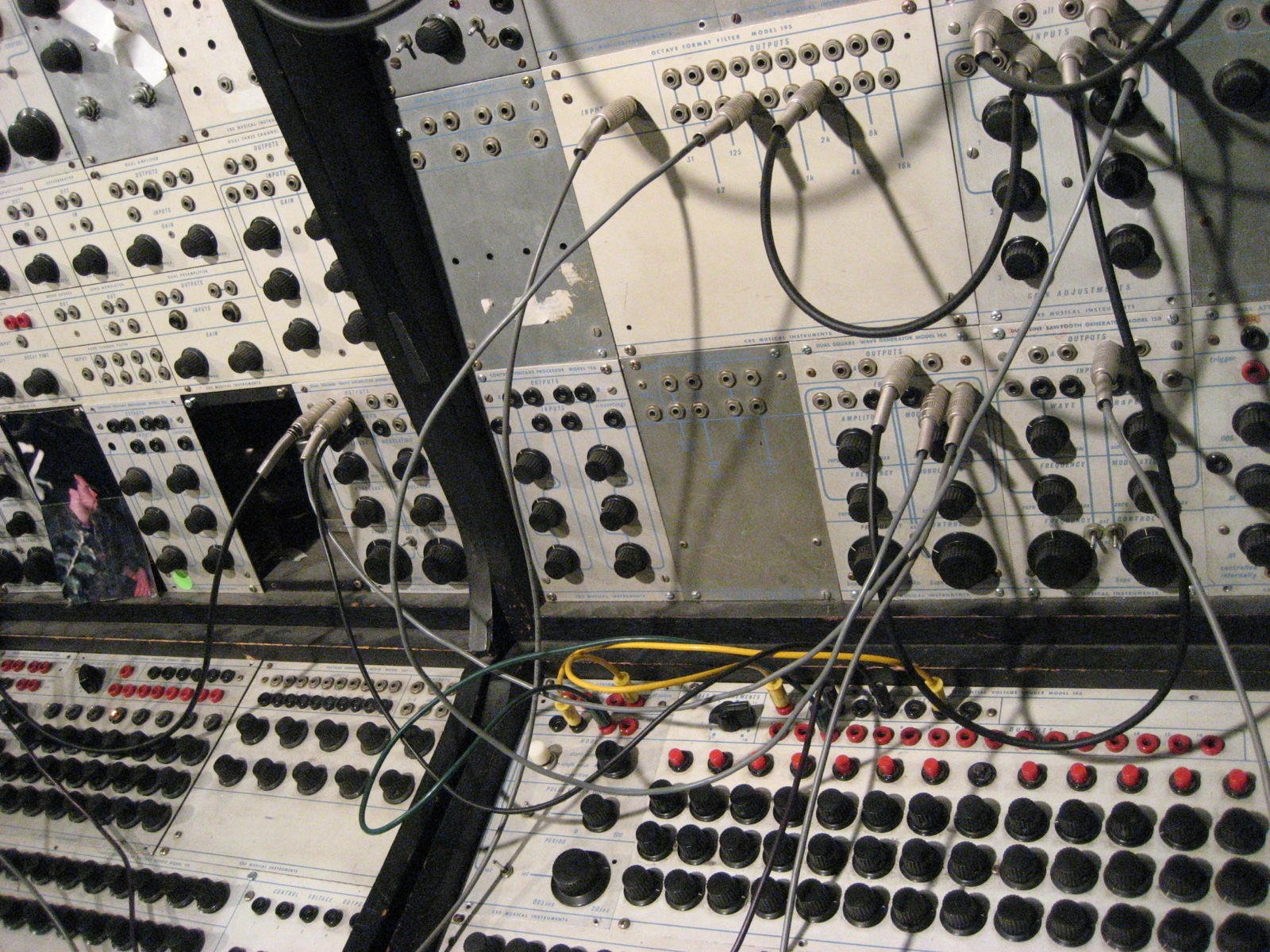
Frühester analog sequencers im Buchla 100 (Knopfreihe unten)